# Richard Wershe Jr.
Richard Wershe Jr., noto anche con lo pseudonimo di White Boy Rick (Detroit, 18 luglio 1969), è un criminale statunitense noto per essere stato, nel 1984, all'età di 14 anni, il più giovane informatore del Federal Bureau of Investigation. Un film basato sulla sua vita, intitolato Cocaine - La vera storia di White Boy Rick, venne prodotto nel 2018. L'appellativo "White Boy Rick" venne coniato dalla stampa.

## Biografia
Viveva con la sua famiglia in un quartiere a circa sette miglia dal centro di Detroit, nella zona est della città, durante il periodo in cui la città di Detroit era nota per il crimine e la violenza; il padre fu informatore per l'FBI e poi anche lui lo affiancò e, in seguito, continuò da solo. Dopo un paio d'anni, l'F.B.I. non ebbe più bisogno di lui come informatore e lui continuò a vendere cocaina. Nel 1987 venne arrestato per possesso di otto chilogrammi di cocaina (17,6 libbre) e venne condannato all'ergastolo; nel Michigan, ai sensi della legge statale 650-Lifer, coloro che erano stati trovati in possesso di quantità di cocaina o eroina superiori ai 650 grammi, erano condannati all'ergastolo.
Venne rilasciato dalla Oaks Correction Facility nell'aprile 2017 per essere però trasferito presso un'altra prigione, la Putnam Correctional Institution nell'East Palatka, in Florida per scontare un'altra pena per aver fatto arrivare a sua madre un’auto, contattando persone che riciclavano auto rubate, in seguito si dichiarò colpevole. Successivamente affermò di essersi dichiarato colpevole per proteggere sua madre e sua sorella. Nel 2019, la sua domanda di rilascio anticipato è stata respinta dal comitato di clemenza della Florida. È stato definitivamente rilasciato il 20 luglio 2020 dopo 33 anni in prigione.
Ebbe una figlia nel 1986

## Influenza culturale
- White Boy, documentario televisivo del 2017[13]
- Cocaine - La vera storia di White Boy Rick (White Boy Rick), film del 2018 diretto da Yann Demange[3][14]